# Барби у Феритопији
Барби у Феритопији је Барби филм из 2005. године, у коме се ради о Барби која је у свету вила и вилењака. Мора да спаси своју земљу од зле виле Лаверне, са зеленом косом.